# Empyrium
Az Empyrium német folk/doom metal együttes. A zenekart 1994-ben alapította Markus Stock és Andreas Bach. Folk és doom metal együttesként kezdték pályafutásukat, az évek alatt áttértek azonban a neofolk/dark folk műfajokra. A folk és doom metal elemek inkább a demójukon, illetve az első két albumukon hallható. A többi lemezüket inkább az akusztikus zene és a neofolk hangzás jellemzi. Lemezkiadójuk a Prophecy Productions.

## Tagok
- Markus Stock (Ulf Theodor Schwadorf)
- Andreas Bach
- Nadine Moelter
- Thomas Helm

## Diszkográfia
Demók
- ...Der wie ein Blitz vom Himmel fiel... (1995)

Albumok
- A Wintersunset... (1996)
- Songs of Moors and Misty Fields (1997)
- Where at Night the Wood Grouse Plays (1999)
- Weiland (2002)
- The Turn of the Tides (2014)
- Über den Sternen (2021)

EP-k
- Drei Auszüge aus Weiland (2002)
- Dead Winter Ways (2013)
- The Mill (2015)

Válogatáslemezek
- A Retrospective... (2006)
- Whom the Moon a Nightsong Sings (2010–)
- 1994–2014 (box set, 2010)

Koncertalbumok
- Into the Pantheon (2013)
- Bochum Christkirche 2012 (2013)